# ピーター・ワイルズ
ピーター・ワイルズ（Peter Wiles, FBA、1919年11月25日 - 1997年7月11日）は、イギリスの経済学者、ソ連研究者。

## 経歴
ピーター・ジョン・デ・ラ・フォス・ワイルズ (Peter John de la Fosse Wiles) は、ロンドン郊外のサリー州ギルフォードで育ち、ランブルックを経てウィンチェスター・カレッジからオックスフォード大学ニュー・カレッジに進んだ。
在学中に第二次世界大戦が勃発し、王立砲兵隊の士官として敵側の無線通信傍受の専門家となり、第8軍の一員として北アフリカ戦線に従軍した後、1942年の第二次エル・アラメイン会戦の直後に本国に戻った。帰国後は、敵側の暗号解読などに従事し、大戦末期にはブレッチリー・パークにも関わった。
戦後は大学に戻って学修を続け、1948年にニュー・カレッジのフェローとなり、1960年まで12年間にわたって経済学を講じた。1960年から1963年にかけて、アメリカ合衆国のブランダイス大学で教鞭を執り、その後、さらにストックホルム大学国際経済研究所の客員研究員、ニューヨーク市立大学シティカレッジ客員教授などを経て、1965年にロンドン大学（ロンドン・スクール・オブ・エコノミクス：LSE）のロシア社会・経済問題研究講座の教授となった。1985年までLSEに勤め、森嶋通夫とは同僚として親しかった。
ワイルズは、社会主義諸国の経済実態を研究するとともに、自由主義の立場から機智に富んだ発言をすることで知られていたが、その学風も特定の学派に属さない、非正統的で独自のものであった。
1990年には、イギリス学士院のフェローに選出された。
私生活では、戦後まもなく、幼なじみのエリザベス・コッピン (Elizabeth Coppin) と結婚し、1男2女をもうけたが、1960年に離婚し、ニューヨーク出身のキャロライン・ステッドマン (Carolyn Stedman) と再婚した。
2006年、ロンドン・スクール・オブ・エコノミクスに、ドバイを拠点とする企業からの寄付により、中東・北アフリカ・南アジアを研究対象とする大学院生を対象とした新たな奨学金が設けられ、ワイルズの名を冠して「The PJD Wiles Scholarships」と名付けられた。

## おもな業績
- Price, cost, and output, Blckwell, 1956.
- Political Economy of Communism, Blckwell, 1962.
  - （堀江忠男監訳）社会主義の政治経済学、学文社、1967年（改訂増補版：1971年）
- Economic Activation, Economic Planning and the Social Order, Indiana Univ., International Development Research Center, 1964.
- Communist International Economics, Blckwell, 1968.
- Distribution of income, east and west, North-Holland, 1974.
- Economic Institutions Compared, Blckwell, 1977.
- （Guy Routh との共著）Economics in Disarray, Blckwell, 1984.

- （堀江忠男監訳）英国病・ソ連病・日本病、新評論、1979年
  - 1977年に来日した際の講演をもとに執筆された日本向けのエッセー集。英語題は「British Disease, Soviet Disease,  Japanese Disease」とされているが、英語では出版されていない。
  - 第8章「明治維新に案外富んでいた日本」は、森嶋瑤子との連名となっている。